# Ordine dei Cavalieri del Giglio

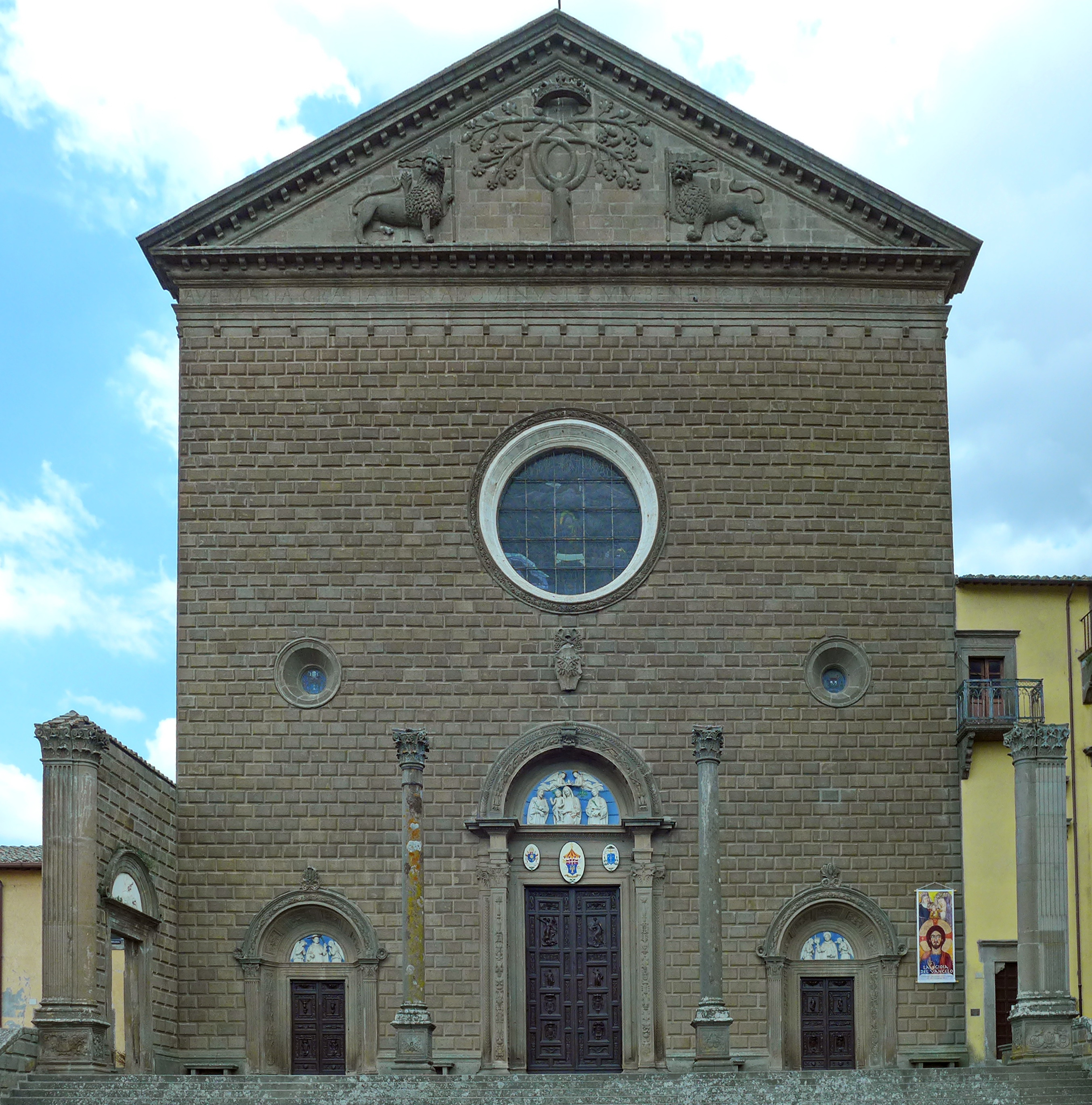
Viterbo, Chiesa di Santa Maria della Quercia

L'Ordine dei Cavalieri del Giglio fu un Ordine cavalleresco italiano.

## Storia
L'Ordine, la cui insegna era un giglio, venne istituito nel 1546 da Papa Paolo III per difendere il Patrimonio di San Pietro dai nemici della Chiesa. Aveva la propria sede a Viterbo e per stendardo l'immagine della Madonna della Quercia.